# Liste der Bürgermeister von Stettin
Die Liste der Bürgermeister von Stettin führt die Bürgermeister und Oberbürgermeister der Stadt Stettin auf.

## Bürgermeister von 1345 bis 1723

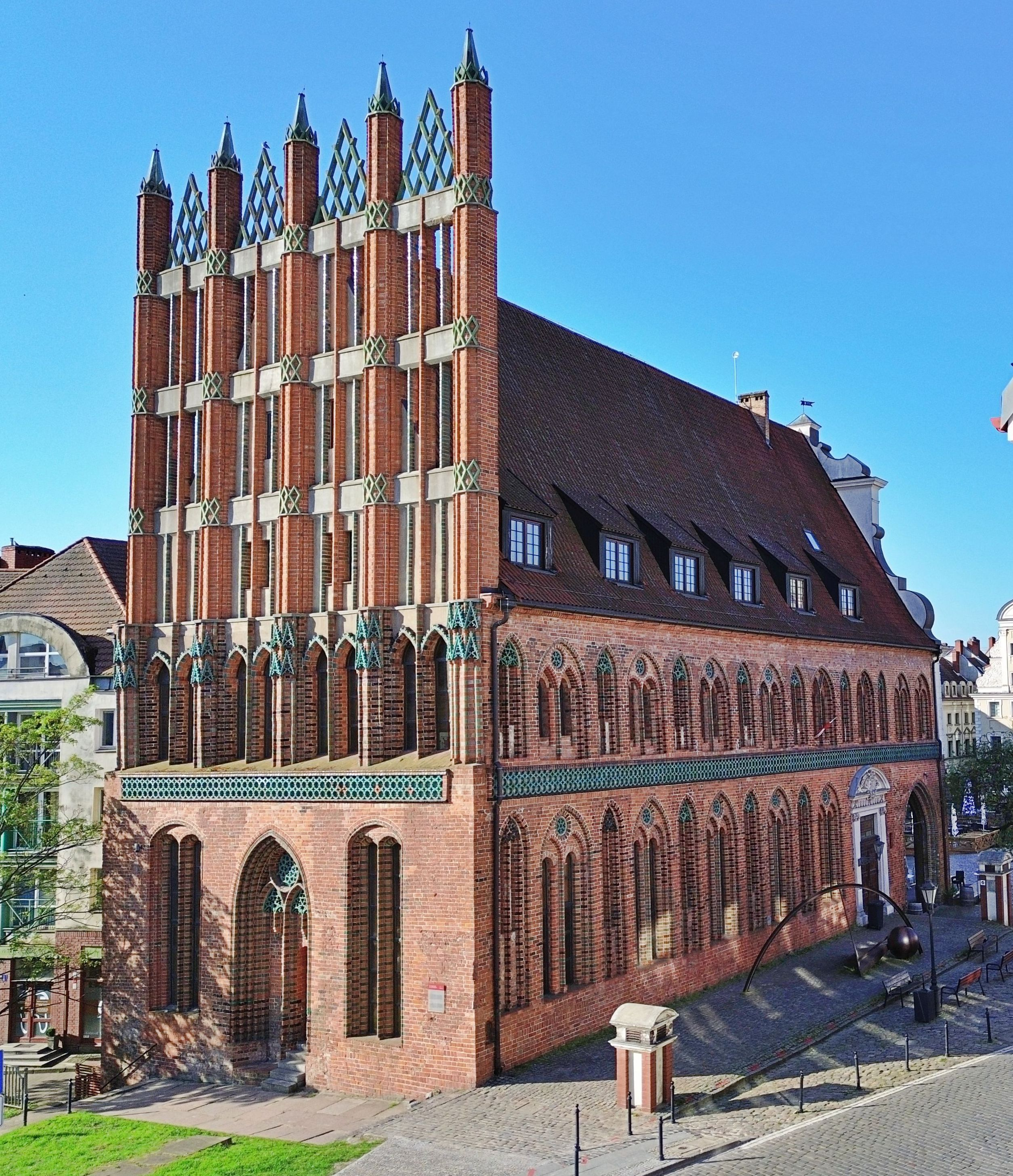
Das Alte Rathaus in Stettin (2024)

In Stettin sind Bürgermeister seit 1345 urkundlich nachweisbar. Es gab bis zu drei Bürgermeister nebeneinander, von denen üblicherweise jährlich wechselnd einer der regierende Bürgermeister (worthaltender Bürgermeister) war, einer der mithelfende Bürgermeister und einer aussetzte.
- 1345:00000 Borchard Swinense
- 1345–1346: Hermann van der Lippe
- 1345–1365: Hermann Pape
- 1361:00000 Hinricus Wobbermyn
- 1365–1369: Eberhardus a Stadis
- 1371:00000 Henningus Pulyz
- 1371:00000 Johann Lynwansnyder
- 1376:00000 Paul Travenol
- 1380–1402: Busse von der Dolle
- 1381–1383: Marquardus Vorraad
- 1384–1412: Otto Jageteufel
- 1407–1416: Hans Trepetow
- 1409–1434: Gerd Rode
- 1413–1435: Johannes Grabow
- 1417–1427: Hans von Dolghen
- 1425:00000 Hinricus Bernhagen
- 1428–1429: Claus Wigger
- 1431–1432: Hans van Affen
- 1432–1456: Rolof Dosse
- 1432–1442: Gerdt Voghe
- 1440–1450: Hennink Melletin
- 1448–1471: Albrecht Glinde
- 1451–1464: Peter Kockstede
- 1458–1464: Hans Rosenreder
- 1458–1471: Diederick Grabow
- 1464–1469: Bertram Pawel
- 1469–1476: Claus Goldbeck
- 1469–1483: Peter Barenholt
- 1469:00000 Claus Steven
- 1478–1492: Hans Gerwen
- 1478–1481: Arndt Neveling
- 1480:00000 Lüdecke Wussow
- 1480–1485: Jacob Werebroth
- 1483–1502: Curt Wittenborn
- 1484–1487: Tewes Neveling
- 1484–1494: Michael Loitz
- 1485–1492: Arnt van der Wide
- 1492–1503: Arnt Rammin
- 1492–1499: Gerdt Steven
- 1503–1512: Michael van Buren
- 1504–1513: Claus von Loh
- 1504–1524: Jakob Hogenholtz
- 1508–1528: Hans Stoppelberg
- 1512–1535: Joachim Otto
- 1513–1515: Hans Boddeker
- 1519–1545. Moritz Glineke (I.)
- 1525–1531, 1534–1539: Hans Loitz
- 1531:00000 Hans Stoppelberg (2. Amtszeit)
- 1534–1539: Hans Loitz (2. Amtszeit)
- 1539–1549: Claus Sasse
- 1539–1540: Hans Dolgemann
- 1540–1552: David Braunschweig
- 1546–1548: Hans Hogenholt
- 1549–1551: Hans Lübbeke
- 1551–1575: Moritz Glineke (II.)
- 1552–1571: Matthias Sachtleben
- 1569–1572: Ambrosius Schwawe
- 1571–1575: Gregorius Bruchmann
- 1573–1583: Antonius Regelstorff
- 1575–1585: Ambrosius Hademar
- 1576–1590: Caspar Schaum
- 1583–1596: Johann Bringk
- 1586–1596: Hermann Braunschweig
- 1590–1616: Balthasar Sachtleben
- 1595–1600: Valentin Closterwoldt
- 1597–1616: Simon Giselbrecht
- 1602–1622: Alexander von Rammin
- 1616–1630: Clemens Michaelis
- 1616–1624: Benedict Fuchs
- 1622–1627: Joachim Schwellengrebel
- 1624–1634: Samuel Rochlitz
- 1627–1638: Phillip Enselin
- 1630–1637: Paul Friedeborn, ab 1634 zugleich Landrat
- 1630:00000 Paul Giese
- 1634–1639: Christian Hipman
- 1638–1649: Michael Neumann
- 1638–1641: Johann Dreier
- 1639–1657: Johann Dillies
- 1641–1671: Heinrich von Braunschwig
- 1649–1659: Johann Pasenow, zugleich Landrat
- 1658–1664: Peter Gericke
- 1659–1669: Christoph Richter, zugleich Landrat
- 1666–1688: Caspar Meyer, zugleich Landrat
- 1669–1673: Ulrich Clemens Michaelis
- 1671:00000 Joachim Schnobel, gewählt, starb aber vor Amtsantritt
- 1672–1673: Rudolf Held
- 1674–1678: Gotfried Schwellengrebel
- 1679–1684: Valentin Friedrich
- 1681–1683: Johann Gansewind
- 1681–1683: Jakob Schadelock
- 1681–1689: Crispinus Gerstmann
- 1681–1702: Erdmann Lindemann
- 1686–1703: Christian Strauss, zugleich Landrat
- 1690–1703: Johann Uecker
- 1702–1712: Hermann Sibrand, zugleich Landrat
- 1703–1705: Theodor Scherenberg
- 1703–1704: Jeremias Hopffer
- 1704–1712: Daniel Dillies
- 1706–1723: David Heinrich Matthäus
- 1714–1726: Christian Friedrich von Freyberg

## Oberbürgermeister und Bürgermeister von 1723 bis 1945

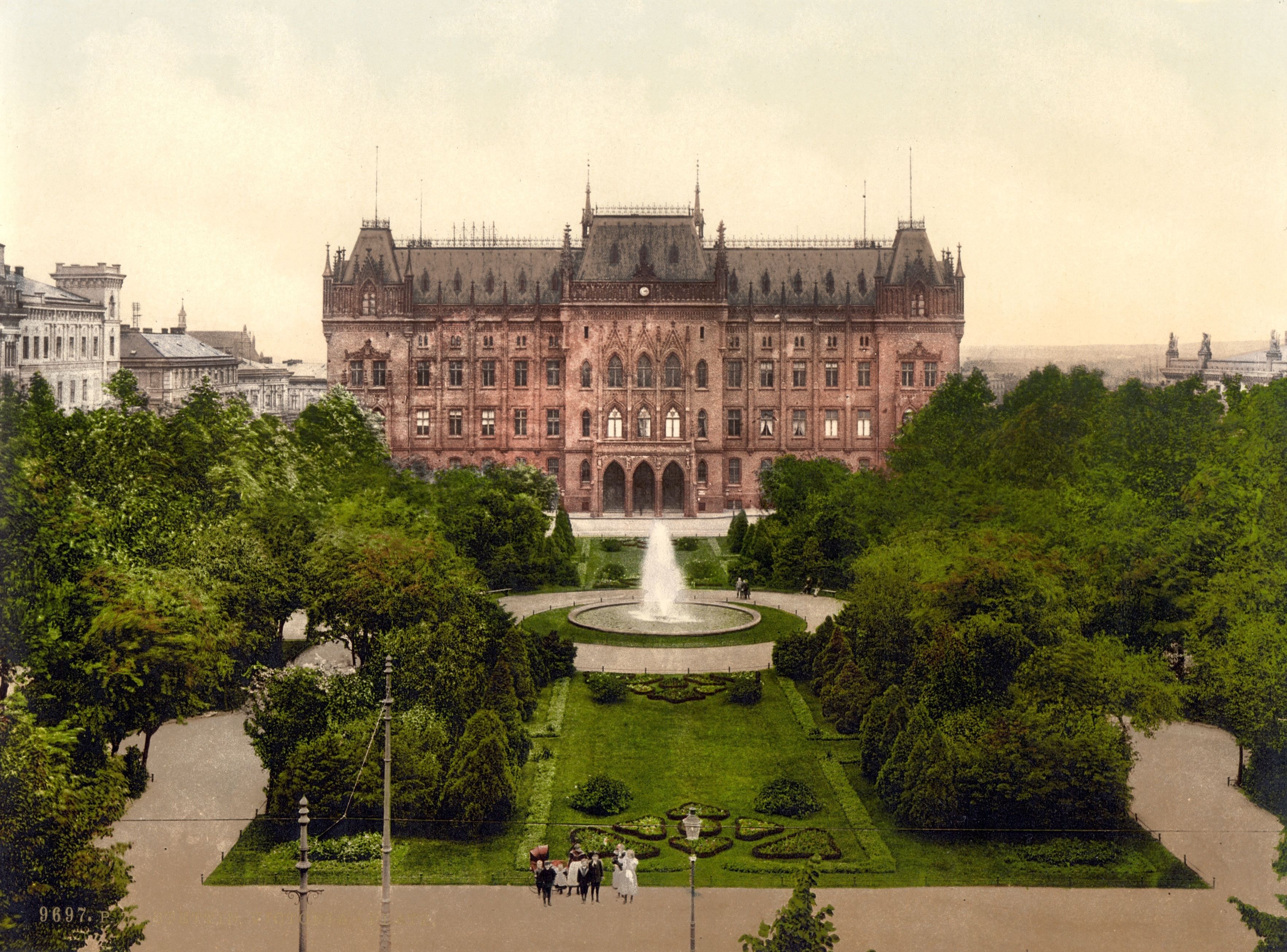
Das Neue Rathaus in Stettin (um 1900)

Mit dem rathäuslichen Reglement von 1723 wurde die Stelle eines Oberbürgermeisters (dirigierender Bürgermeister) geschaffen, der zugleich städtischer Landrat war. Daneben gab es einen zweiten Bürgermeister (Polizeibürgermeister) und einen dritten Bürgermeister (Stadtrichter). Auch bei späteren Änderungen blieb es dabei, dass es neben dem Oberbürgermeister weitere leitende Beamte gab, die die Amtsbezeichnung Bürgermeister führten.

### Oberbürgermeister von 1723 bis 1945
- 1714–1726: Christian Friedrich von Freyberg
- 1726–1751: Carl Ludwig Hübner
- 1751–1769: Adam Joachim Sander
- 1769–1772: Johann David Blindow
- 1772–1791: Joachim Friedrich Pauli
- 1791–1799: Johann Wilhelm Redtel
- 1799–1803: Johann Samuel Müller
- 1804–1809: Johann David Heinrich Bracht
- 1809–1828: Johann Ludwig Kirstein
- 1828–1832: Heinrich Ferdinand Steinicke
- 1832–1845: Andreas Friedrich Masche
- 1845–1848: Wilhelm Wartenberg
- 1849–1868: Karl Hering
- 1868–1877: Theodor Eduard Burscher
- 1878–1907: Hermann Haken
- 1907–1931: Friedrich Ackermann
- 1931–1933: Hans Poeschel
- 1933:00000 Wilhelm Stuckart
- 1933–1934: Marius Molsen
- 1934–1945: Werner Faber
- 1945:00000 Erich Spiegel
- 1945:00000 Erich Wiesner

### Bürgermeister von 1723 bis 1945
- 1723–1739: Balthasar von Schack
- 1726–1740: Carl Christian Strauß
- 1727–1749: Matthäus Heinrich von Liebeherr
- 1739–1768: Johann Ludwig Kistmacher
- 1749–1769: David Friedrich Mattheus
- 1768–1781: Stanislaus Joachim Trendelenburg
- 1770–1772: Joachim Friedrich Pauli, danach Oberbürgermeister
- 1772–1796: Gotthilf Böhmer
- 1793–1816: Johann Gottlieb Voß
- 1796–1804: Johann David Heinrich Bracht, danach Oberbürgermeister
- 1804–1807: Karl Friedrich Wulsten
- 1807–1808: Johann Ludwig Kirstein, danach Oberbürgermeister
- 1809–1824: Michael Friedrich Redepenning
- 1824–1832: Andreas Friedrich Masche, danach Oberbürgermeister
- 1832–1836: Johann Friedrich Ruth
- 1836–1864: Albert Schallehn
- 1867–1883: Friedrich Sternberg
- 1884–1900: Felix Leonhard Giesebrecht
- 1900–1908: Friedrich Roth
- 1908–1914: Carl Thode
- 1920–1933: Heinrich Pick
- 1933–1934: Erich Mix
- 1934:00000 Hermann Czirniok

## Polnische Stadtpräsidenten vonSzczecin(seit 1945)
Von 1950 bis 1973 lautete die Amtsbezeichnung abweichend „Vorsitzender des Präsidiums des Städtischen Nationalrates“.
- 1945–1950: Piotr Zaremba
- 1950–1951: Stanisław Germałowicz
- 1951–1953: Bernard Polczyk
- 1953–1954: Władysław Wolski
- 1954–1961: Jerzy Zieliński
- 1961–1969: Henryk Żukowski
- 1969–1970: Bogdan Augustiański
- 1970–1972: Feliks Uciechowski
- 1972–1984: Jan Stopyra
- 1984–1990: Ryszard Rotkiewicz
- 1990–1991: Jan Czesław Bielecki
- 1991–1994: Władysław Lisewski
- 1994–1998: Bartłomiej Sochański
- 1998–2000: Marian Jurczyk
- 2000–2001: Marek Koćmiel
- 2001–2002: Edmund Runowicz
- 2002–2006: Marian Jurczyk (2. Amtszeit)
- seit 2006: Piotr Krzystek